# Joe Feeney
Joseph „Joe” Feeney (ur. 28 lutego 1937 w Dublinie) – irlandzki zapaśnik walczący w stylu wolnym. Dwukrotny olimpijczyk. Zajął siedemnaste miejsce w Rzymie 1960 i jedenaste w Tokio 1964. Walczył w kategorii do 73–78 kg.
Mistrz Wielkiej Brytanii w 1957, 1958, 1959, 1960, 1962, 1964, 1965, 1966 i 1968 roku.

## Letnie Igrzyska Olimpijskie 1960
| Konkurencja      | Rundy eliminacyjne | Rundy eliminacyjne   | Klas. końcowa |
| Konkurencja      | Przeciwnik I       | Przeciwnik II        | Miejsce       |
| ---------------- | ------------------ | -------------------- | ------------- |
| 73 kg styl wolny | Udey Chand (IND) P | Musa Kazanow (BGR) P | 17.           |

## Letnie Igrzyska Olimpijskie 1964
| Konkurencja      | Rundy eliminacyjne         | Rundy eliminacyjne | Rundy eliminacyjne           | Klas. końcowa |
| Konkurencja      | Przeciwnik I               | Przeciwnik II      | Przeciwnik III               | Miejsce       |
| ---------------- | -------------------------- | ------------------ | ---------------------------- | ------------- |
| 78 kg styl wolny | Gaetano De Vescovi (ITA) P | John Boyle (AUS) Z | Dżigdżidijn Mönchbat (MGL) P | 11.           |